# روزا ويبر
روزا ويبر (بالبرتغالية: Rosa Maria Weber‏) هي قاضية برازيلية، ولدت في 2 أكتوبر 1948 في بورتو أليغري في البرازيل.